# Днепров, Эдуард Дмитриевич
Эдуа́рд Дми́триевич Днепро́в (10 декабря 1936, Москва — 6 февраля 2015, там же) — советский и российский педагог, академик Российской академии образования, в 1988—1989 годах руководитель временного научно-исследовательского коллектива «Школа» при Государственном комитете по народному образованию СССР, разрабатывавшего концепцию современной реформы образования; в 1990—1992 году первый избранный министр образования России, впоследствии — директор Федерального института планирования образования, профессор Национального исследовательского университета Высшая школа экономики.

## Биография
Эдуард Дмитриевич Днепров родился в семье морского офицера Дмитрия Григорьевича Днепрова, участника Великой Отечественной войны. Дед Эдуарда Дмитриевича — Григорий Михайлович Днепров, партийный работник, был репрессирован в 1937 году, после 1952 года был на поселении в городе Георгиевске, затем переехал под Красноярск, где и умер.

### Служба на флоте
Свою трудовую деятельность, продолжив семейные традиции, Эдуард Днепров начал в 1947 году юнгой на учебном корабле «Неман» в Кронштадте. С 1948 года по 1954 годы Эдуард Днепров учился в Ленинградском Нахимовском военно-морском училище — образцовом учебном заведении, дающем прекрасное общее среднее образование своим выпускникам. Дальнейшую учёбу Э. Д. Днепров продолжил на штурманском факультете Высшего военно-морского училища имени М. В. Фрунзе, которое окончил с отличием в 1958 году. В 1958 году он начал службу на Северном флоте, отказавшись от предложения остаться в Ленинграде в военном НИИ. С 1958 по 1971 годы служил на боевых кораблях Северного и Балтийских флотов. Вступил в КПСС в 1958 году.
Через год после начала службы на кораблях ВМФ Эдуард Днепров поступил в Ленинградский университет на филологический факультет, переведясь через некоторое время на отделение журналистики филологического факультета. Университет Э. Д. Днепров окончил в 1961 году, продолжив своё обучение в аспирантуре Ленинградского университета.
В середине 1961 года старший лейтенант Э. Д. Днепров, будучи штурманом и парторгом эскадренного миноносца «Отменный», написал письмо Н. С. Хрущёву, в котором предлагал провести демократические реформы в стране, в частности ввести двухпартийную систему, убрать политотделы из армии и назначить гражданского министра обороны. В результате этого он оказался под следствием по политической статье, был исключён из членов КПСС (в которую ранее вступил по собственному желанию), а также был понижен в воинском звании со старшего лейтенанта до лейтенанта . Дальнейшую службу Э. Д. Днепров продолжил в Ленинградской военно-морской базе. В 1967 году он защитил диссертацию на соискание учёной степени кандидата исторических наук. Весной 1971 года Э. Д. Днепров уволился из рядов Вооружённых сил СССР (со службы) по состоянию здоровья.

### Работа в российском образовании
После увольнения с военной службы в 1971 году Э. Д. Днепров стал работать старшим научным сотрудником, а затем заведующим лабораторией истории отечественной школы и педагогики НИИ общей педагогики АПН СССР. Днепров был руководителем научно-редакционной группы по изданию педагогического наследия в издательстве «Педагогика», затем работал главным редактором этого издательства. В 1976 году Днепров вернулся в НИИ общей педагогики, где получил должность руководителя отдела научно-педагогической информации, а затем — заведующего лабораторией истории школы и педагогики дореволюционной России.
В начале 1980-х годов Э. Д. Днепров стал уделять внимание современным проблемам образования. В это время в советских педагогических кругах возникло неприятие школьной реформы 1984 года, не отвечавшей, по мнению многих известных педагогов, требованиям наступавшей перестройки. В 1987 году Э. Днепров выступал в печати с критикой школьной реформы 1984 года и вскоре стал заметным участником зародившегося общественно-педагогического движения, которое требовало коренной демократизации образования. 1 июня 1987 года в «Правде» была опубликована статья Э. Днепрова «Верю в учителя», в которой он писал, что «должна быть подвергнута реформированию и сама школьная реформа». Эта мысль была быстро подхвачена другими видными представителями педагогической общественности (Е. Куркиным, С. Соловейчиком и др.) и довольно скоро стала популярной. К концу 1987 года, когда руководство страны осознало необходимость отказа от прежнего курса реформы, была развёрнута подготовка к намеченному на февраль 1988 года пленуму ЦК по вопросам образования. Подготовкой материалов для выступления на нём Е. К. Лигачёва был занят Э. Д. Днепров.
31 мая 1988 года председателем Гособразования Г. А. Ягодиным был сформирован временный научно-исследовательский комитет (ВНИК) «Базовая школа» (позднее его стали называть просто «Школа»), руководителем которого был назначен Э. Д. Днепров. Совместно с плеядой советских педагогов им были разработаны базовые философско-теоретические и социально-педагогические основания новой образовательной реформы и новый школьный устав, опубликованные на страницах «Учительской газеты» в августе 1988 года. Концепция реформы в декабре 1988 года была одобрена Всесоюзным съездом работников народного образования, однако в дальнейшем проходила длительные согласования во Всесоюзном совете по народному образованию и Совете министров.
В июле 1990 года Верховным Советом Российской Федерации Э. Д. Днепров был назначен министром образования России и стал организатором и руководителем школьной реформы, основанной на принципах концепции 1988 года, которая была направлена на деидеологизацию, демократизацию и обновление отечественного образования. В 1992 году Верховным Советом был принят закон «Об образовании» на основании проекта, предложенного Э. Д. Днепровым. Закон «Об образовании» 1992 года был признан ЮНЕСКО одним из самых прогрессивных и демократических законодательных актов конца XX века.
В период его работы в министерстве образования был начат процесс создания частных учебных заведений в России. При министре Э. Д. Днепрове в 1991 году бюджет образования увеличился сразу в 2,5 раза. При нём Академия педагогических наук была преобразована в Российскую академию образования.
После ухода из министерства в декабре 1992 года Э. Д. Днепров вскоре защитил докторскую диссертацию по педагогике и продолжил активно заниматься проблемами реформирования образования. Многие стратегические и концептуальные документы, разработанные в современном российском образовании, были созданы при его непосредственном участии.
Э. Д. Днепров — автор свыше 400 научных публикаций, в том числе 20 книг по теории, истории и политологии образования.
Похоронен в Москве, на Новом Донском кладбище, участок № 1

## Основные труды
- Днепров Э. Д. Образование и политика (в 2 т.). — М., 2006. — 1000 экз. — ISBN 5-7897-0191-4.
- Днепров Э. Д. Ушинский и современность / Гос. ун-т — Высшая школа экономики. — М.: Издательский дом ГУ ВШЭ, 2007. — 232 с. — 1000 экз. — ISBN 978-5-7598-0548-9.
- Днепров Э. Д. Новейшая политическая история российского образования: опыт и уроки. — Издание 2-е, дополненное. — М.: Мариос, 2011. — 456 с. — 1000 экз. — ISBN 5–7897–0241–2. Архивировано 7 февраля 2015 года.
- Днепров Э. Д. Российское образование в XIX – начале XX века.(в 2 т.). Политическая история российского образования. — М.: Мариос, 2011. — Т. 1. — 648 с. — 1000 экз. — ISBN 5-7897-0191-4. Архивировано 7 февраля 2015 года.
- Днепров Э. Д. Российское образование в XIX – начале XX века.(в 2 т.). Становление и развитие системы российского образования (историко-статистический анализ). — М.: Мариос, 2011. — Т. 2. — 672 с. — 1000 экз. — ISBN 5–7897–0241–2. Архивировано 25 февраля 2021 года.